# Bixby (Texas)
Bixby és una concentració de població designada pel cens dels Estats Units a l'estat de Texas. Segons el cens del 2000 tenia 356 habitants.

## Demografia
Segons el cens del 2000, Bixby tenia 356 habitants, 102 habitatges, i 88 famílies. La densitat de població era de 83,3 habitants per km².
Dels 102 habitatges en un 51% hi vivien nens de menys de 18 anys, en un 65,7% hi vivien parelles casades, en un 17,6% dones solteres, i en un 13,7% no eren unitats familiars. En l'11,8% dels habitatges hi vivien persones soles el 4,9% de les quals corresponia a persones de 65 anys o més que vivien soles. El nombre mitjà de persones vivint en cada habitatge era de 3,49 i el nombre mitjà de persones que vivien en cada família era de 3,81.
Per edats la població es repartia de la següent manera: un 37,1% tenia menys de 18 anys, un 8,7% entre 18 i 24, un 26,4% entre 25 i 44, un 18,5% de 45 a 60 i un 9,3% 65 anys o més.
L'edat mediana era de 29 anys. Per cada 100 dones de 18 o més anys hi havia 94,8 homes.
Entorn del 53,1% de les famílies i el 43,5% de la població estaven per davall del llindar de pobresa.

## Poblacions més properes
El següent diagrama mostra les poblacions més properes.